# Герб Хабаровска
Герб Хаба́ровска — официальный символ города Хабаровска наряду с флагом.

## Описание и обоснование символики
Геральдическое описание (блазон):
В золотом поле лазоревый опрокинутый вилообразный крест, сопровождаемый в оконечности червлёною рыбой. Щит увенчан муниципальной короной установленного образца и знаком  (двумя скрещенными обнаженными серебряными мечами с золотыми рукоятями).  Щитодержатели — чёрный с серебряными грудью и когтями, червлёными глазами и языком медведь и золотой в чёрных полосах с серебряными грудью и когтями, червлёными глазами и языком тигр.
Вилообразный крест — символ расположения города Хабаровска на месте впадения в Амур реки Уссури. Рыба напоминает о главном занятии жителей города — рыболовстве.
Белогрудый медведь и амурский тигр являются эндемиками Приамурской земли. «Вооружение» — глаза и языки, отличные по цвету от тела животного, с точки зрения геральдики, говорит о том, что медведь и тигр выступают в роли защитников города. В подножии герба — цветок и лента ордена Октябрьской Революции, которым был награждён город в 1971 году.
Герб города Хабаровска помещается на гербовой печати города и на официальных бланках администрации города, городской Думы, а также на зданиях администрации города, в кабинете главы муниципального образования, в зале заседаний городской Думы. Иные случаи официального воспроизведения и использования изображения герба города устанавливаются главой муниципального образования.

## Действующий герб
Новый герб принят в 2014 году после присвоения Хабаровску звания Города воинской славы. В щите изображён герб 1912 года, а медведь и тигр стали щитодержателями. Щит увенчан золотой башенной короной о пяти зубцах с лавровым венком, с двумя перекрещенными мечами за ней, как символ Города воинской славы. В подножии — цветок и лента ордена Октябрьской Революции.
Однако официальные сведения об утверждении нового герба долго отсутствовали. На сайте городской администрации по состоянию на конец 2016 года по-прежнему изображался герб 1991 года, также как и на стеле «Город воинской славы», открытой в августе 2015 года. О новом гербе не знали не только жители, но и многие служащие администрации города и Хабаровского края. Вскоре выяснилось, что нужно изменить и краевой герб, так как его составляющей частью является герб города Хабаровска. Весной 2017 года новый герб появился на городском сайте.
21 марта 2017 года Хабаровской городской Думой было принято Решение № 516 "О внесении изменений и дополнений в Устав городского округа «Город Хабаровск», на основании которого установливалось описание нового герба.

## Первый герб
Первый герб города Хабаровска, Приморской области Российской империи утверждён 1 февраля 1912 года Правительственным сенатом.
Описание: «В золотом щите геральдический вилообразный лазуревый крест, сопровождаемый внизу червлёной рыбой. В вольной части щита — герб Приморской области. Щит увенчан серебряною о трех зубцах башенною кроною и окружён двумя золотыми колосьями, соединёнными Александровскою лентою».
Вилообразный крест — символ расположения города на месте впадения в Амур реки Уссури, а рыба напоминает о главном занятии жителей города — рыболовстве. В так называемой вольной части изображён герб Приморской области, к которой относился город.

## Второй герб
Новый герб утверждён 13 августа 1991 года Президиумом Хабаровского городского совета народных депутатов. Описание герба: «Герб города Хабаровска представляет собой изображение щита, разделённого вертикально на три равных части, окрашенные в цвета флага России. Особенностью этого герба стало то, что он сохранил историческую преемственность двух предыдущих: белогрудый медведь и уссурийский тигр, с червлёными глазами и языками, высунутыми из пасти, стоящие на задних лапах, поддерживают прежний герб Хабаровска, в левом верхнем углу которого помещён герб Приморской области с двумя вулканами, разделёнными лазуревым столбом. В нижней части щита дата образования города — 1858».
Герб был составлен с несколькими нарушениями правил геральдики, а потому не мог быть внесён в Государственный геральдический регистр Российской Федерации. Среди главных нарушений: наложение финифти на финифть (черный медведь в червлёном поле), использование цифр (что недопустимо в гербовом щите).

## Герб Хабаровска на деньгах
C 2006 года герб Хабаровска является одним из элементов оформления аверса купюры в 5000 российских рублей.
24 ноября 2015 года Банк России выпустил монету 10 рублей серии «Города воинской славы», посвященную Хабаровску. На монете дано рельефное изображение нового герба города Хабаровска.